# ژمایتیا
ژمایتیا (به لیتوانیایی: Žemaitija) یک منطقه در لیتوانی است.

## خصوصیات
ساموگیتیا ۲۱٫۰۰۰ کیلومترمربع مساحت دارد.